# Per-Oskar Persson
Per-Oskar Persson (* 1. Dezember 1923 in Schweden; † 26. August 2008 ebenda) war ein schwedischer Erfinder.

## Leben
Gemeinsam mit Göran Lundahl von Frigo Scandia Equipment entwickelte er 1961 ein Schnellverfahren zum Einfrieren von Gemüse in flüssigem Stickstoff (Flofreeze-Verfahren).